# Pieter Boudewyn van der Aa
Pour les articles homonymes, voir van der Aa.
 (février 2025).
Pieter Boudewyn van der Aa, né en 1659 et mort en 1750, est un graveur et imprimeur.

## Biographie

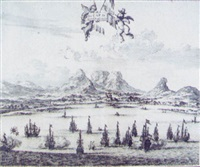
Cap der guten Hoffnung, Armada, avant 1751.

Graveur actif de 1700 à 1750 à Leyde, il est aussi imprimeur et publie un grand nombre de catalogues, notamment en 1715. Sa marque est un enfant sciant une pierre avec l'inscription : Tempore et Industria.